# Madisaure
El madisaure (Madysaurus sharovi) és una espècie extinta de cinodont basal que visqué durant el Triàsic. Es tracta de l'única espècie del gènere Madysaurus i de la família dels madisàurids. Se n'han trobat restes fòssils a la formació de Madiguén (Kirguizstan), una formació geològica de grandíssima importància paleontològica pels seus dipòsits lacustres i fluvials, que contenen abundants fòssils.